# Morris Oxford
Morris Oxford är en personbil, tillverkad av den brittiska biltillverkaren Morris mellan 1948 och 1971.

## Oxford MO (1948–54)
I oktober 1948 presenterade Morris en hel serie av nya efterkrigsbilar. Namnet Oxford kom åter till användning, nu på en fyrcylindrig mellanklassbil som delade kaross och teknik med den sexcylindriga Morris Six MS och den lyxigare Wolseley 4/50. Bilen var delvis mycket modern, med självbärande kaross och individuell framvagnsupphängning med torsionsstavar. Men motorn var en gammalmodig och oinspirerad sidventilare.
Hösten 1952 kompletterades programmet av kombi-modellen Traveller, med delar av karossen i trä.
Oxford MO blev en framgångsrik modell och såldes i 159 960 exemplar.

### Morris Commercial
Mellan 1950 och 1956 såldes en lätt lastbil under Cowley-namnet, baserad på Oxford MO. Lastbilen fanns som skåpbil och pickup och var till skillnad från personbilen byggd på en separat ram.

### Motor
| Modell | Motor             | Cylindervolym | Effekt | Bränslesystem   |
| ------ | ----------------- | ------------- | ------ | --------------- |
| MO     | 4-cyl radmotor sv | 1476 cm³      | 41 hk  | Enkel förgasare |

## Oxford Series II/III/IV (1954–60)

### Series II (1954–56)
I maj 1954 introducerades Oxford Series II. Karossen var helt ny, medan motor och övrig kraftöverföring delades med koncernkollegan Austin Cambridge. Kombin Traveller hade fortfarande delar av karossen i trä.
Series II byggdes i 87 341 exemplar.
Den nya modellen kom 1954 efter bildandet av BMC, och fick därför tillgång till den av Austin designade B-serien OHV rak-4. Den moderna 1,5 L (1489 cc/90 i ³) motorn hade en maxeffekt på 50 hk (37 kW) [9] och gjorde det möjligt för Oxford för att nå 119 km/h). Hydrauliska trumbromsar runt om användes fortfarande, men ökades till 9-tums (230 mm) diameter. Styrning fortfarande var av det konventionella kuggstångsstyrning typ [10]. 
Utseendet bar drag av den mindre Morris Minor. Fortfarande fanns två karossvarianter, 4-dörrars sedan och 2-d Traveller. Rattväxel och soffa i framsätet gjorde att sex personer kunde åka i bilen. Handbromshandtaget monterades mellan förarsätet och dörren. Ovanligt för en brittisk bil i sin klass vid den tiden ingick värmeanläggning som standard, men radio var fortfarande extrautrustning [9]. Försäljningen var stark när Serie III anlände 1956. 
Den brittiska tidskriften Motor testat en Series II salong år 1954 in en toppfart på 74,2 mph (119,4 km / t) och acceleration från 0–60 mph (97 km / t) i 28,9 sekunder och en bränsleförbrukning på 28,2 miles per gallon kejserliga (10,0 l/100 km; 23,5 mpg-US). Den testbil kostar £ 744 inklusive skatter [9]. 
En sexcylindrig version såldes som Morris Isis. 
Hindustan Motors Indien producerade fyrcylindriga versionen av denna bil (utom luftningsventil ligger på motorhuven) namnger den Hindustan Landmastern. 

### Series III (1956–59)
Oxford Series II fick mycket kritik för sin trista formgivning. Hösten 1956 försökte man åtgärda detta när Series III introducerades. Bilen fick ett nytt bakparti med små fenor på bakskärmarna och intresserade kunder kunde beställa tvåtonslack. Motorn blev starkare och den kopplingslösa växellådan Manumatic erbjöds som extrautrustning.
Från 1958 tillverkades Series III-modellen av indiska Hindustan. Bilen såldes, i stort sett oförändrad, under namnet Hindustan Ambassador fram till 2004. Då efterträddes den av den lätt ansiktslyfta Hindustan Avigo.

### Traveller Series IV (1957–60)
Sommaren 1957 ersattes den tidigare kombi-versionen av en ny femdörrarsmodell med karossen helt i stål. Modellen kallades Traveller Series IV men mekaniken var identisk med Series III-bilarna.
Den sammanlagda tillverkningen av Series III och Series IV uppgick till 58 117 exemplar.

### Motor
| Modell        | Motor              | Cylindervolym | Effekt | Bränslesystem   |
| ------------- | ------------------ | ------------- | ------ | --------------- |
| Series II     | 4-cyl radmotor ohv | 1489 cm³      | 50 hk  | Enkel förgasare |
| Series III/IV | 4-cyl radmotor ohv | 1489 cm³      | 55 hk  | Enkel förgasare |

## Oxford Series V/VI (1959–71)
- Se under huvudartikeln: BMC ADO9.